# Cuộc tấn công của Lữ đoàn Kỵ binh nhẹ (thơ)

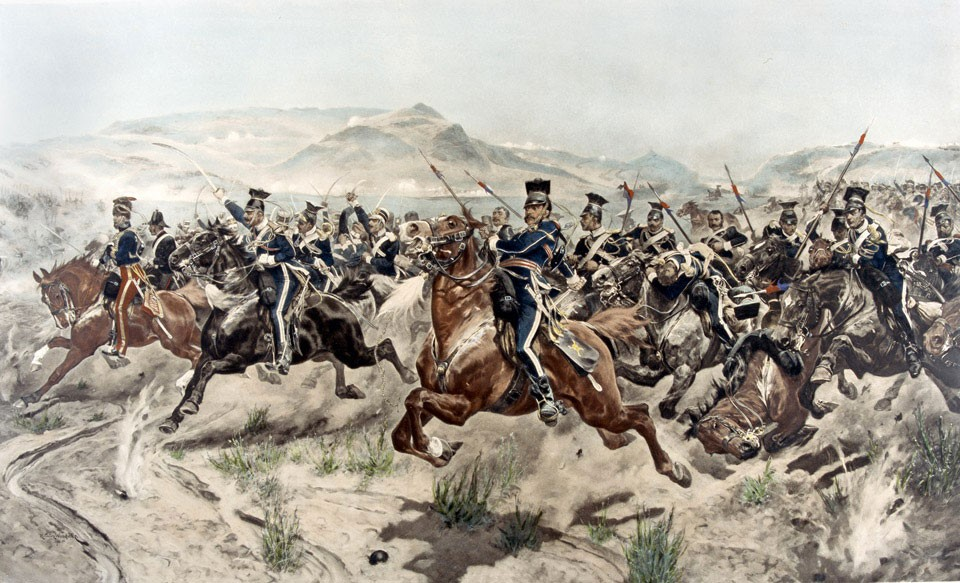
Cuộc tấn công của Lữ đoàn Kỵ binh nhẹ qua nét vẽ của Richard Caton Woodville.

"Cuộc tấn công của Lữ đoàn Kỵ binh nhẹ" là một truyện thơ do Alfred, Huân tước Tennyson viết vào năm 1854, về cuộc tấn công của Lữ đoàn Kỵ binh nhẹ tại trận Balaclava cuộc Chiến tranh Krym. Khi ông sáng tác bài thơ này, Tennyson là thi sĩ Hoàng gia Anh.
Đây được xem là kiệt tác của Tennyson, đồng thời là bài thơ quen thuộc nhất của ông trong mắt độc giả nói tiếng Anh. Tác phẩm này đã khiến cho 673 người lính của Lữ đoàn Kỵ binh nhẹ Anh, cũng như cuộc tấn công của họ vào quân Nga - cuộc tàn sát nổi tiếng nhất trong Chiến tranh Krym - trở thành bất tử. Qua truyện thơ này, Tennyson đã vẽ nên một bức tranh về sự hy sinh của hàng trăm người ưu tú trong cuộc tiến công vô nghĩa và uổng phí do những chỉ huy ngu xuẩn gây ra.